# Henning Mankell (schrijver)
Henning Mankell (Stockholm, 3 februari 1948 – Särö, 5 oktober 2015) was een Zweeds schrijver van literaire romans, misdaadromans, jeugdliteratuur en toneelstukken.

## Biografie
Mankell groeide op in Sveg (Härjedalen) en Borås (Västergötland). Zijn vader was rechter en zijn grootvader, ook genaamd Henning Mankell (1868–1930), was een componist van voornamelijk pianomuziek. Reeds als 20-jarige was hij schrijver en assistent-regisseur aan het Rikstheatret in Stockholm. Hij werkte ook voor diverse andere Zweedse theaters. In 1985 richtte hij het Avenida Theater in Maputo (Mozambique) op. Hij woonde afwisselend in Mozambique en in zijn vaderland Zweden. Hij richtte zijn eigen uitgeverij Leopard Förlag op om jong talent uit Afrika en Zweden te ondersteunen.
In de jaren zeventig woonde Mankell enige tijd in Noorwegen samen met een Noorse. In die periode was hij ook actief voor de Noorse Maoïstische partij, maar hij is daarvan nooit lid geweest. Hij was van 1998 tot zijn dood getrouwd met Eva Bergman (geboren 5 september 1945), dochter van de filmregisseur Ingmar Bergman en zelf ook filmregisseur. Henning Mankell heeft uit verschillende relaties vier zoons: Thomas, Marius, Morten en Jon.
De auteur stond bekend om zijn politiek activisme. Zo verhief Mankell in de loop der decennia al zijn stem tegen de Vietnamoorlog, het apartheidsregime in Zuid-Afrika en de manier waarop het westen zijn voormalige koloniën in de steek laat. Ook in zijn boeken verwerkte de auteur veel maatschappijkritiek. Mankell was aan boord van het Zweedse schip Sofia, een van de zes schepen in het hulpkonvooi voor de Gazastrook die op maandagochtend 31 mei 2010 werden geënterd door Israëlische commando's.

## Werk
Mankell schreef tientallen boeken: literaire romans, misdaadromans, jeugdboeken en toneelstukken. Zijn boeken worden in meer dan dertig landen uitgegeven. In Nederland en België heeft Mankell zijn bekendheid vooral te danken aan de Wallander-serie: een reeks over de eigenwijze inspecteur Kurt Wallander uit Ystad. In 2002 kreeg deze boekenreeks een vervolg met het eerste boek over Kurt Wallanders dochter Linda die eveneens politie-inspecteur werd.
De Wallander-romans van Mankell werden verfilmd in de vorm van televisiefilms door de Zweedse STV met Rolf Lassgård in de hoofdrol. Er bestaat ook de televisieserie Wallander, gebaseerd op ongepubliceerde, korte verhalen van Henning Mankell, waarin Kurt Wallander gespeeld wordt door Krister Henriksson. In een derde, Engelstalige BBC-serie wordt Kurt Wallander gespeeld door Kenneth Branagh. In april 2009 ontving deze serie een BAFTA voor Best Drama Series.
Henning Mankell bedacht en schreef in 2009-2010 ook de scripts voor enkele Tatort-afleveringen van de NordDeutsche Rundfunk, spelend in Kiel, met Axel Milberg als Hauptkommissar Borowski.

## Ziekte en overlijden
Bij Mankell werd in januari 2014 longkanker geconstateerd. Hierover schreef hij het boek Drijfzand, dat in 2015 uitkwam. Hij overleed in oktober 2015 op 67-jarige leeftijd.

### Misdaadromans

#### Kurt Wallander-serie
- Moordenaar zonder gezicht (1997, vertaald door Cora Polet), Mördare utan ansikte (1991)
- Honden van Riga (1998, vertaald door Cora Polet), Hundarna i Riga (1992)
- De witte leeuwin (1999, vertaald door Cora Polet), Den vita lejoninnan (1993)
- De man die glimlachte (2000, vertaald door Janny Middelbeek-Oortgiesen), Mannen som log (1994)
- Dwaalsporen (2002, vertaald door Bertie van der Meij), Villospår (1995)
- De vijfde vrouw (2001, vertaald door Cora Polet), Den femte kvinnan (1996)
- Midzomermoord (2003, vertaald door Janny Middelbeek-Oortgiesen), Steget efter (1997)
- De blinde muur (2004, vertaald door Janny Middelbeek-Oortgiesen), Brandvägg (1998)
- De jonge Wallander (2004, vertaald door Edith Sybesma), Pyramiden (1999)
- Het graf (2004, vertaald door Janny Middelbeek-Oortgiesen), Händelse om hösten (2004), geschenkboek Maand van het Spannende Boek 2004, enkel in het Nederlands verschenen
- De gekwelde man (2010, vertaald door Janny Middelbeek-Oortgiesen), Den orolige mannen (2009)

#### Linda Wallander
- Voor de vorst (2006, vertaald door Edith Sybesma), Innan frosten (2002)

#### Overige misdaadromans
- De terugkeer van de dansleraar (2005), Danslärarens återkomst (2000)
- Diepte (2006, vertaald door Clementine Luijten), Djup (2004)
- Het oog van de luipaard (2006, vertaald door Clementine Luijten), Leopardens oga (1990)
- Labyrint (2007, vertaald door Janny Middelbeek-Oortgiesen), Labyrinthen (2000)
- Kennedy's brein (2007), Kennedys hjärna (2005)
- De Chinees (2008, vertaald door Corry van Bree),Kinesen (2008)

### Literaire romans
- Commedia infantil / Verteller van de wind (1998), Commedia infantil (1995)
- Tea-bag (2003, vertaald door Clementine Luijten), Tea-Bag (2001)
- Daniël, zoon van de wind (2002, vertaald door Clementine Luijten), Vindens son (2000)
- Aan de oever van de tijd (2007, vertaald door Clementine Luijten), Berättelse på tidens strand (1998)
- Italiaanse schoenen (2008, vertaald door Clementine Luijten), Italienska skor (2006)
- De Daisy Sisters (2009), Daisy Sisters (1982)
- Geschiedenis van een gevallen engel (2011, vertaald door Clementine Luijten), Minnet av en smutsig ängel (2011)
- Zweedse laarzen (2015, vertaald door Clementine Luijten en Jasper Popma), Svenska gummistövlar (2015)
- De baanbreker (2018, vertaald door Clementine Luijten), Bergsprängaren (1973)

### Non-fictie
- Drijfzand (2015)
- Ik sterf, de herinnering leeft (2004), Jag dör, men minnet lever (2003) (de opbrengst komt deels ten goede aan Stop AIDS Now).
- Het geheim van het vuur (1992)

### Jeugdboeken
- HZNDHDNESR - Een geheim genootschap (1997), Hunden som sprang mot en stjärna (1991)
- Gezichten in het vuur (2002), ook vertaald als Het geheim van het vuur, Eldens hemlighet (1995)
- Lukas en de kat die van regen hield  (2007), Katten som älskade regn
- Reis naar het einde van de wereld (2009), Resan till världens ände (1998)
- De jongen die met sneeuw in zijn bed sliep (2009), Pojken som sov med snö i sin säng
- Schaduwen in de schemering, (2009, selectie Jeugdboekenweek 2010), Skuggorna växer i skymningen

## Onderscheidingen
Voor zijn werk ontving Mankell diverse prijzen, waaronder:
- 1992: Glasnyckeln ("Glazen Sleutel"), prijs voor het beste Scandinavische misdaadboek voor Moordenaar zonder gezicht
- 1998: Augustpriset voor Resan till världens ände (Reis naar het einde van de wereld)
- 2001: Dagger Award voor Dwaalsporen
- 2004: Gumshoe Award voor de beste Europese misdaadroman
- 2006: Medaille "Litteris et Artibus".